# Аккерман, Август Иванович
Август Иванович Аккерман (10 [22] августа 1837 — 10 [23] декабря 1903) — российский архитектор немецкого происхождения, автор ряда зданий в Санкт-Петербурге.

## Биография

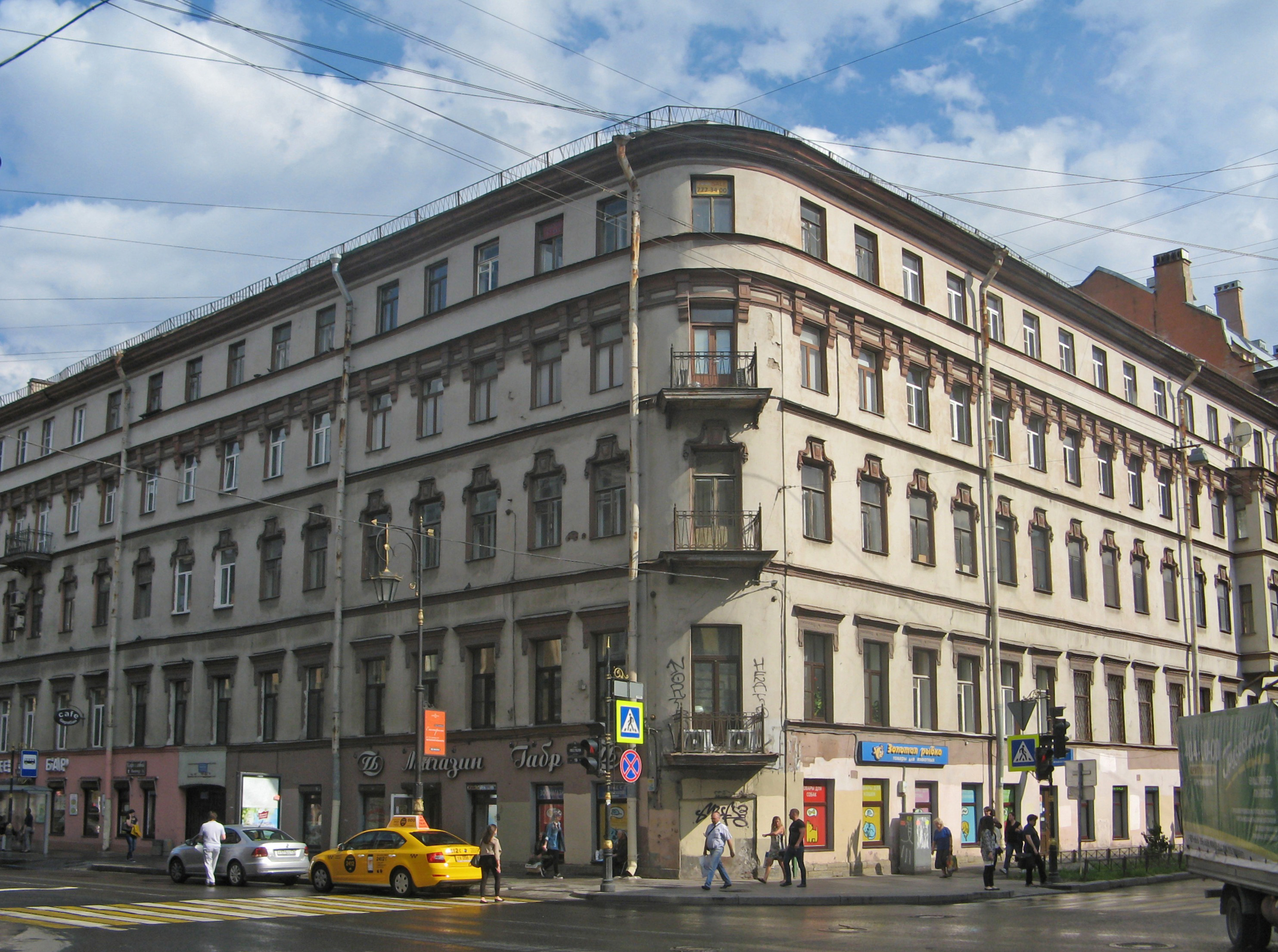
Надстроенный архитектором дом на Пестеля ул., 19 — Моховая ул., 24

Родился 10 (22) августа 1837 года. Вольноприходящий ученик Императорской Академии художеств, которую окончил со званием неклассного художника (1859). Автор построек для Зоологического сада в Санкт-Петербурге. Архитектор петербургской военной прогимназии (до 1876).
Действительный член Московского архитектурного общества.
Умер 10 (23) декабря 1903 года, похоронен на Волковском лютеранском кладбище.

## Проекты и постройки
- Доходный дом (надстройка). Улица Пестеля, 19 — Моховая улица, 24 (1874; надстроен)[3][6];
- Доходный дом. Введенская улица, 8 (1878—1879)[3][7];
- Доходный дом. Витебская улица, 25 (1879)[3][8];
- Здание Петровского общества вспоможения бедным в приходе Введенской церкви (средняя часть, совместно с А. А. Зографом). Стрельнинская улица, 9—11 (1880—1881; расширено)[3][9];
- Доходный дом М. А. Макарова. Набережная канала Грибоедова, 132 (1881—1882)[3][10];
- Механическо-слесарные мастерские А. Е. Боссе. Улица Мира, 3 (1883; перестроены)[3][11];
- Здание Введенской гимназии (перестройка и расширение). Большой проспект Петроградской стороны, 37 — Шамшева улица, 3 (1883—1885; расширено)[3][12];
- Особняк М. Е. Петровского. Витебская улица, 24 (1883—1885)[3][13];
- Доходный дом. Псковская улица, 15 (1884)[3][14];
- Доходный дом Корнилова. Улица Воскова, 7 — улица Маркина, 20 (1889)[3][15];
- Производственные здания шелково-ткацкой фабрики Л. Гольдайбейтера. Кронверкская улица, 27, двор (1889, 1891; перестроены)[3];
- Склады Ф. А. Вельца. Зверинская улица, 8—10 — Съезжинская улица, 5—7 (1889—1890; реконструированы и расширены)[3][16][17];
- Торговый дом «А. Вельц». Зверинская улица, 12 — переулок Нестерова, 4 (1889—1890)[18];
- Доходный дом Ф. А. Вельца. Съезжинская улица, 9 — переулок Нестерова, 6 (1889—1890)[19];
- Производственные сооружения столярной фабрики Д. И. Кособрюхова. Лодейнопольская улица, 4А — Петрозаводская улица, 13А — Барочная улица, 5А (1892—1893; расширены и перестроены)[3][20];
- Жилой дом (капитальный ремонт). 10-я линия, 17 (1893)[21];
- Чулочно-вязальная фабрика А. С. Керстена (главный производственный корпус). Улица Красного Курсанта, 27 и 29 — Корпусная улица, 1 и 1х (1895; надстроено и расширено)[3][22][23];
- Доходный дом. Колпинская улица, 15 — Малый проспект ПС, 48 (1897)[3][24];
- Доходный дом (левая часть — завершена М. Ф. Еремеевым, и надстройка средней части). Большой проспект ПС, 25 и 25А (1898—1900)[3][25][26];
- Притворы Крестовоздвиженской (Николо-Труниловской) церкви. Малая Монетная улица, 2 — Большая Посадская улица, 10А (1903—1905, не сохранились)[3][27].